# Larkano
Larkano of Larkana (Sindhi: لاڙڪاڻو, Urdu: لاڑکانہ) is de op drie na grootste stad van de Pakistaanse provincie Sindh.
Larkano ligt in het noordwesten van deze provincie, aan de rivier de Indus. Alhoewel de stad pas sinds 1900 bestaat, is ze zeer dichtbevolkt en groeit ze snel. Het aantal inwoners ligt op ruim een half miljoen.

## Geboren
- Ali Bhutto (1928-1979), president van Pakistan (1971-1973) en premier van Pakistan (1973-1977)
- Kumar Shahani (1940-2024), filmregisseur